# Abbuoto

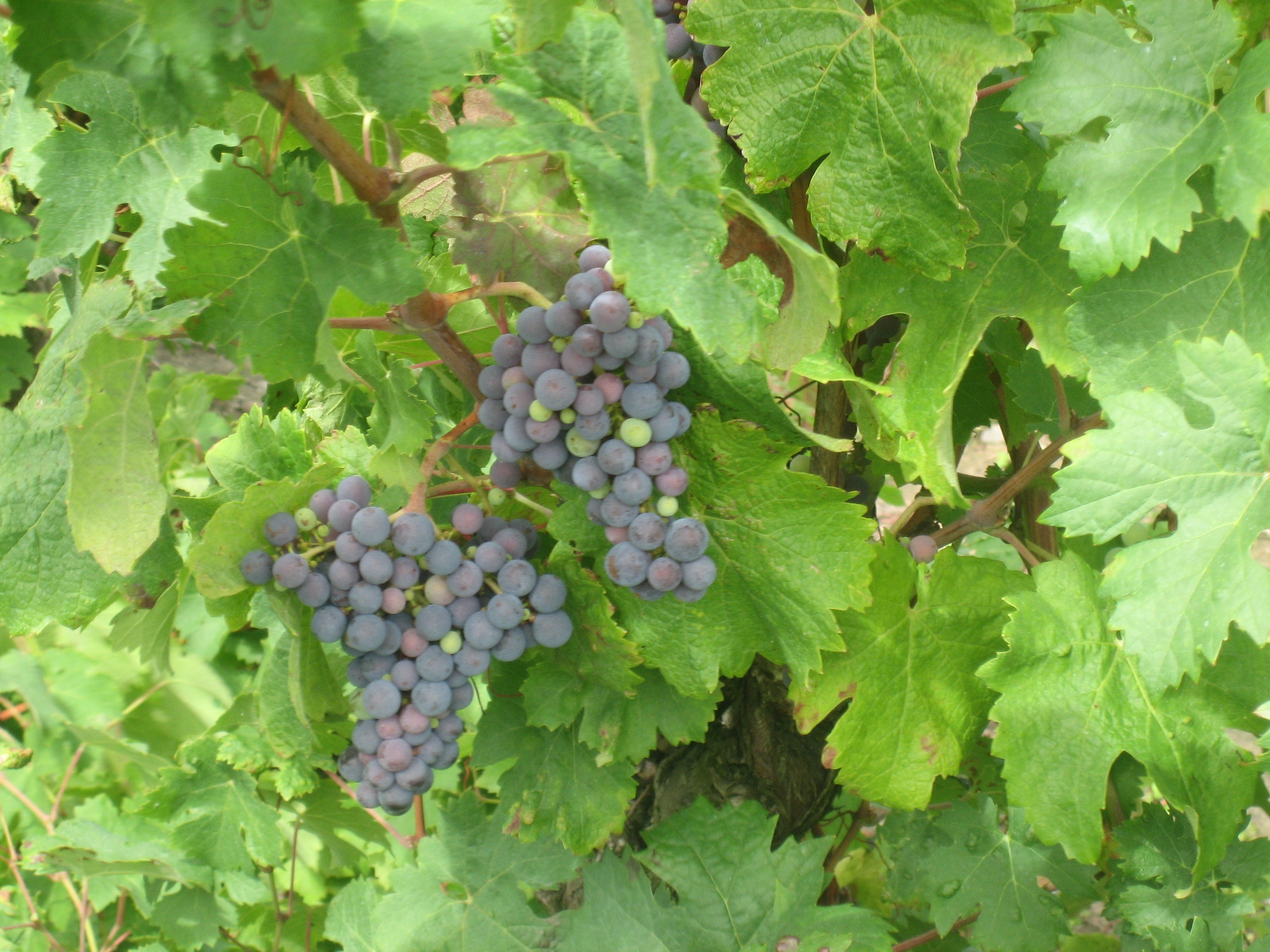
blauw druivenras

De Abbuoto is een blauwe druivensoort uit Italië. Uit recent DNA-onderzoek is gebleken dat deze inheemse druif een kruising tussen de Piedirosso en de Casavecchia.
Synoniemen zijn Aboto en Cecubo.

## Geschiedenis
Deze druif komt uit de provincie Frosinone in de regio Lazio in centraal Italië. Men dacht ten onrechte dat het synoniem Cecubo afkomstig was van de variëteit dat de beroemde Caecubum voortbracht, een van de beste wijnen uit de Romeinse tijd, zoals dat werd beschreven door Horatius en Plinius. Maar de Caecubum was een witte wijn en de naam van een cru die al in de tweede eeuw verdween.

## Gebieden en kenmerken
Abbuoto groeit voornamelijk in het noordwesten en midden van Italië, voornamelijk in Fiuggi, Sessa Aurunca, Monte San Biagio, Fondi en Formia in de regio Lazio. De druif produceert wijn met een hoog alcohol percentage en heeft veel tannine waardoor de wijn lang bewaard kan blijven. Het verliest echter snel zijn kleur. In totaal zijn er nog ongeveer 700 hectare mee beplant in 2010.